# Va savoir
Pour l’article homonyme, voir Va savoir (émission).
Pour plus de détails, voir Fiche technique et Distribution.
Va savoir est un film français réalisé par Jacques Rivette, sorti en France le 10 octobre 2001.

## Synopsis
À travers les représentations de Comme tu me veux de Luigi Pirandello, en italien, et les correspondances entre théâtre et réalité, ce film se décompose en une série d'histoires tendres et drôles. Les retrouvailles improbables de deux amants séparés, la quête d'un manuscrit perdu de Goldoni, une thèse sur les fibules croise le destin d'êtres aux limites des amours incestueuses ou de comportements délictueux.

## Fiche technique
- Titre original, anglais et international : Va savoir
- Réalisation : Jacques Rivette
- Scénario : Pascal Bonitzer et Christine Laurent d'après l'œuvre originale de Luigi Pirandello
- Directeur de la photographie : William Lubtchansky
- Production : Martine Marignac
- Pays d'origine : France
- Langue : français
- Format : couleur - 35 mm
- Genre : comédie dramatique
- Durée :
  - 154 minutes (version commerciale)
  - 220 minutes (Director's cut)
- Date de sortie : 10 octobre 2001

## Distribution
- Jeanne Balibar : Camille Renard / L'inconnue dans "Come tu me voi"
- Sergio Castellitto : Ugo Bassani
- Jacques Bonnaffé : Pierre Mauduit
- Marianne Basler : Sonia
- Hélène de Fougerolles : Dominique Desprez dite 'Do'
- Catherine Rouvel : Madame Desprez
- Bruno Todeschini : Arthur Delamarche
- Christiana Visentin Gajoni : Pamina, l'habilleuse
- Claude Berri : L'expert en livres anciens
- Attilio Cucari : Salter dans "Come tu me voi"
- Bettina Kee : Greta dans "Come tu me voi"
- Luciana Castellucci : Lena dans "Come tu me voi"
- Emanuele Vacca : Salesio dans "Come tu me voi"
- Fosco Perinti : L'administrateur de la troupe
- Arturo Armone Caruso : Bruno dans "Come tu me voi"
- Valeria Cavalli : Ines dans "Come tu me voi"
- Fausto Maria Sciarappa : Silvio dans "Come tu me voi"
- Paola Andrea : la femme folle dans "Come tu mi vuoi"
- Enrico Marassi : un jeune homme dans "Come tu mi vuoi"
- Cesare Panzera Capitani : un jeune homme dans "Come tu mi vuoi"
- Roberto Manieri : un jeune homme dans "Come tu mi vuoi"
- Constantino Raimondi : un jeune homme dans "Come tu mi vuoi"
- Wouter Zoon : le médecin

## Distinctions
- Prix Romy-Schneider en 2001 pour Hélène de Fougerolles.
- Festival de Cannes 2001 : Sélection officielle, en compétition.

## Autour du film
Le film existe en deux versions, la première étant trop longue pour la commercialisation du film, c'est un deuxième montage plus court (moins de scènes de la pièce de Pirandello notamment) qui fut utilisé pour la sortie en salles. La version originelle, nommée Va savoir +, fut projetée quelques mois plus tard.